# Okupacja aliancka Japonii
Okupacja aliancka Japonii – okres w historii Japonii rozpoczęty po II wojnie światowej, kiedy kraj był okupowany przez mocarstwa alianckie, na czele ze Stanami Zjednoczonymi. Okupacja aliancka była jedynym okresem obcej okupacji w historii Japonii i trwała prawie siedem lat, od 2 września 1945 roku do wejścia w życie traktatu z San Francisco 28 kwietnia 1952 roku. Jednak w przeciwieństwie do Niemiec, alianci nie przejęli bezpośredniej kontroli nad japońską administracją cywilną.
Okupacja, przeprowadzona przez siły amerykańskie pod nadzorem Komisji Dalekiego Wschodu i przy wsparciu Brytyjskiej Wspólnoty Narodów, zaangażowała łącznie siły alianckie liczące prawie milion żołnierzy. Okupacją dowodził amerykański generał Douglas MacArthur, który został mianowany Naczelnym Dowódcą Sił Sprzymierzonych (SCAP — Supreme Commander for the Allied Powers) przez prezydenta USA Harry'ego Trumana. W przeciwieństwie do okupacji Niemiec i Austrii, Związek Radziecki miał niewielki wpływ na okupację Japonii i odmówił udziału w niej, ponieważ nie chciał oddać wojsk radzieckich pod bezpośrednie dowództwo MacArthura.
W 1951 roku MacArthur został zastąpiony przez generała Matthew Ridgwaya na stanowisku SCAP.
Bezpośrednio po wojskowej kapitulacji Japonii rząd kraju nadal formalnie działał zgodnie z postanowieniami konstytucji Meiji. Pod naciskiem generała MacArthura, cesarz Hirohito pozostał na tronie i uzyskał pełny immunitet przed ściganiem za zbrodnie wojenne po tym, jak zgodził się zastąpić Gabinet Wojenny ministerstwem akceptowalnym przez aliantów, a w szczególności obiecał wypełnić postanowienia Deklaracji Poczdamskiej, która wzywała do przekształcenia kraju w demokrację parlamentarną.

## Okupacja

### Planowanie
Amerykańskie planowanie powojennej okupacji Japonii rozpoczęło się już w lutym 1942 roku, kiedy to prezydent Franklin Delano  Roosevelt powołał Komitet Doradczy ds. Powojennej Polityki Zagranicznej, który miał doradzać mu w kwestii powojennej odbudowy Niemiec, Włoch i Japonii (państw Osi). W sprawach związanych z Japonią komitet ten został później zastąpiony przez mniejszy Międzyresortowy Komitet ds. Dalekiego Wschodu (IDAFE), który spotkał się 234 razy między jesienią 1942 a latem 1945 i często konsultował się z dwoma prezydentami USA, Rooseveltem i Harrym Trumanem.
Na początku sierpnia 1945 roku, gdy kapitulacja Japonii wydawała się nieuchronna, Szefowie Połączonych Sztabów Stanów Zjednoczonych zarekomendowali prezydentowi Harry'emu Trumanowi, by generał Douglas MacArthur, dowódca sił na Pacyfiku, został mianowany Naczelnym Dowódcą Sił Sprzymierzonych w celu nadzorowania kapitulacji i okupacji Japonii. Truman zgodził się, a MacArthur poprosił swój sztab w Manili o rozpoczęcie konkretnych przygotowań do okupacji Japonii.

### Kapitulacja Japonii

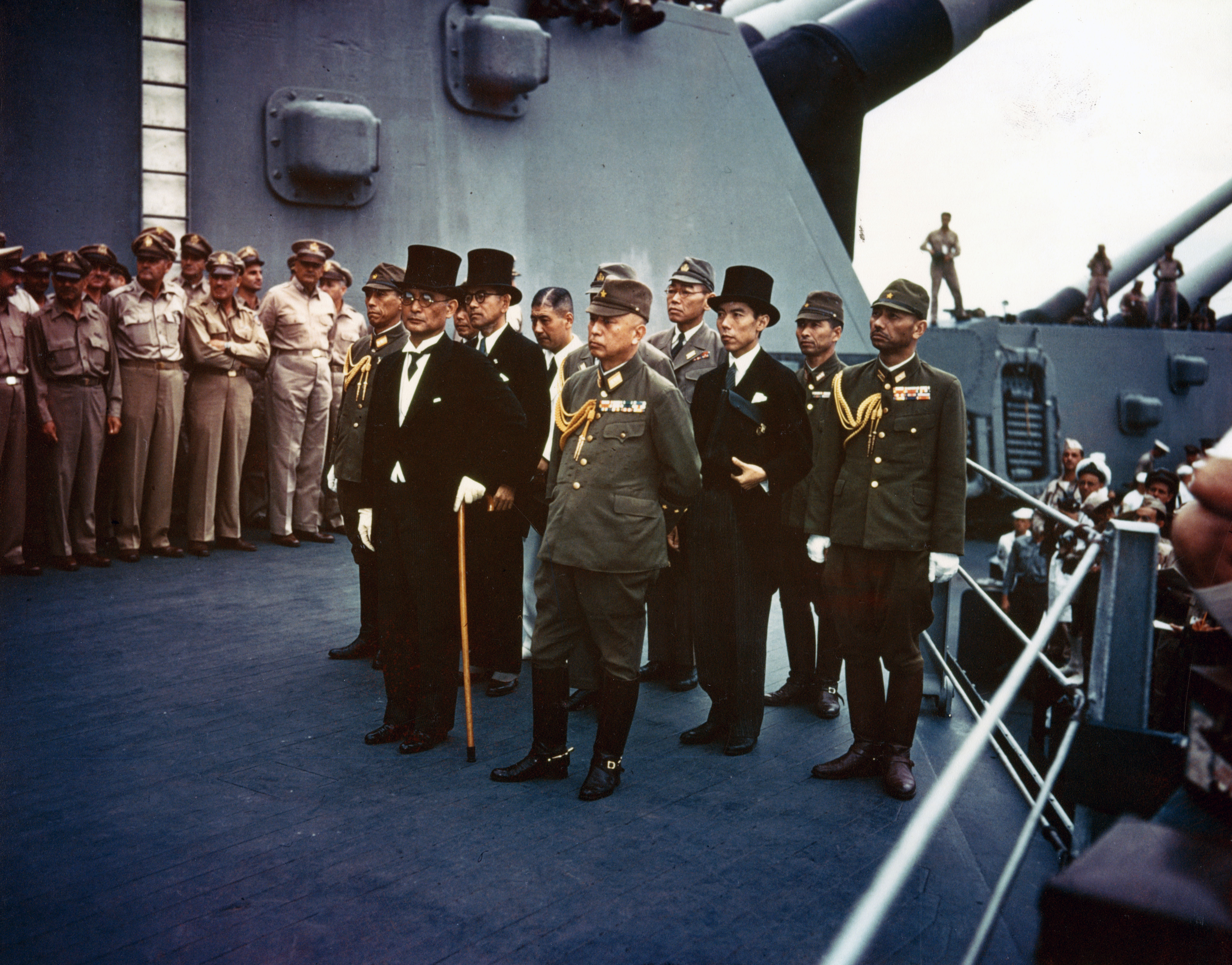
Pełnomocnik rządu japońskiego Minister spraw zagranicznych Mamoru Shigemitsu (w cylindrze) i generał Cesarskiej Armii Japońskiej Yoshijirō Umezu (z prawej) zmierzający do podpisania dokumentu kapitulacji.

Po zrzuceniu bomb atomowych na Hiroszimę i Nagasaki oraz przystąpieniu Związku Radzieckiego do wojny przeciwko Japonii, w nocy z 9 na 10 sierpnia 1945 cesarz Hirohito poinformował premiera Kantarō Suzukiego i innych o decyzji japońskiego rządu o przyjęciu warunków żądanych przez aliantów w Deklaracji Poczdamskiej.
Japońscy urzędnicy udali się do Manili 19 sierpnia, aby spotkać się z MacArthurem i omówić warunki kapitulacji; 28 sierpnia 1945, tydzień przed oficjalną ceremonią kapitulacji, 150 żołnierzy amerykańskich przyleciało do Atsugi w prefekturze Kanagawa. W ślad za nimi podążył amerykański pancernik USS Missouri.
MacArthur przybył do Tokio 30 sierpnia i natychmiast wydał kilka rozkazów. Żołnierzom alianckim nie wolno było atakować Japończyków ani jeść japońskiego jedzenia. Eksponowanie japońskiej flagi, zostało początkowo poważnie ograniczone (chociaż osoby prywatne i władze prefekturalne mogły ubiegać się o pozwolenie na jej wywieszenie). Ograniczenie to zostało całkowicie zniesione w 1949 roku.
2 września 1945 Japonia podpisała dokument kapitulacji i formalnie poddała się. 6 września prezydent USA Truman zatwierdził dokument zatytułowany „Wstępna polityka USA po kapitulacji Japonii.

### Zakres
Pod koniec 1945 roku w całej Japonii stacjonowało około 430 000 żołnierzy amerykańskich. Spośród głównych wysp japońskich, Kiusiu było okupowane przez 24 Dywizję Piechoty, która była również częściowo odpowiedzialna za Sikoku. Honsiu było okupowane przez 1 Dywizję Kawalerii i 6 Armię. Hokkaido było okupowane przez 11 Dywizję Powietrznodesantową. Na początku 1946 roku oddziały zastępcze zaczęły przybywać w dużych ilościach i zostały przydzielone do Ósmej Armii MacArthura, z siedzibą w Pierwszym Budynku w Tokio Łącznie z siedmioletnią rotacją oddziałów zastępczych, w siłach okupacyjnych służyło łącznie prawie milion żołnierzy amerykańskich, z tysiącami prywatnych najemników i dziesiątkami tysięcy osób pozostających na ich utrzymaniu.
Oprócz sił amerykańskich, około 40 000 żołnierzy zostało wysłanych z Brytyjskiej Wspólnoty Narodów. Formalne Siły Okupacyjne Brytyjskiej Wspólnoty Narodów (BCOF — British Commonwealth Occupation Force), składające się z żołnierzy australijskich, brytyjskich, indyjskich i nowozelandzkich, zostały wysłane do Japonii dopiero 21 lutego 1946 roku. Podczas gdy siły amerykańskie były odpowiedzialne za ogólną okupację, BCOF miała za zadanie nadzorować demilitaryzację i demontaż japońskiego przemysłu amunicyjnego.
Powołano również Komisję Dalekiego Wschodu i Radę Sojuszniczą ds. Japonii w celu nadzorowania jej okupacji. Utworzenie Wielostronnej Rady Sojuszniczej dla Japonii zostało zaproponowane przez rząd radziecki już we wrześniu 1945, przy częściowym poparciu rządów brytyjskiego, francuskiego i chińskiego.

## Fazy początkowe
Początkowa faza okupacji koncentrowała się na ukaraniu Japonii za wypowiedzenie wojny aliantom i gruntownej reformie japońskiego społeczeństwa, aby zapewnić, że Japonia nigdy więcej nie będzie zagrożeniem dla pokoju na świecie. Reformy wpłynęły na wszystkie główne sektory społeczeństwa, rządu i gospodarki w Japonii. Historycy podkreślają podobieństwa z polityką Nowego Ładu w USA w latach 30. XX wieku.

### Rozbrojenie
Japońscy żołnierze zostali rozbrojeni i masowo zdemilitaryzowani, a 15 września 1945 roku Dowództwo Japońskiej Armii Cesarskiej zostało rozwiązane. Do grudnia wszystkie siły japońskie na kontynencie zostały całkowicie rozwiązane. Siły okupacyjne zdetonowały lub zrzuciły do morza ponad 2 miliony ton niewykorzystanej amunicji i innych materiałów wojennych.

### Liberalizacja
Alianci próbowali zlikwidować zaibatsu (klikę finansową), twierdząc, że japońskie kliki finansowe odegrały aktywną rolę w II wojnie światowej, ale Japończycy opierali się, argumentując, że zaibatsu były niezbędne, aby Japonia mogła konkurować na arenie międzynarodowej. Zaibatsu nie zniknęły, ale stały się odrębną strukturą i są obecnie znane jako „keiretsu” (grupa spółek). Przeprowadzono również poważną reformę rolną pod przewodnictwem członka sztabu Naczelnego Dowódcy Sił Sprzymierzonych, Wolfa Ladejinskyego. Ladejinsky twierdził jednak, że prawdziwym architektem tej reformy był socjalista Hiroshi Wada, były minister rolnictwa.
W latach 1947–1949, w ramach rządowego programu reform, około 5,8 miliona akrów (23 470 km², czyli około 38% gruntów ornych w kraju) zostało wykupionych od właścicieli gruntów i odsprzedanych po bardzo niskich cenach (skorygowanych o inflację) za pracę rolników. Do 1950 roku trzy miliony rolników nabyło ziemię, demontując strukturę władzy, która przez długi czas była zdominowana przez właścicieli gruntów.

### Demokratyzacja
W 1946 roku Sejm ratyfikował nową japońską konstytucję. Konstytucja ta, ściśle zgodna z „szablonem” przygotowanym przez władze okupacyjne (i amerykańskich autorów), została ogłoszona jako poprawka do poprzedniej pruskiej konstytucji Meiji, która przyznała cesarzowi teoretycznie nieograniczone uprawnienia. Nowa konstytucja czerpała inspirację z amerykańskiej Karty Praw, ustawodawstwa socjalnego Nowego Ładu, liberalnych konstytucji kilku krajów europejskich, a nawet Związku Radzieckiego, które dążyły do przeniesienia suwerenności z cesarza na lud, odpolitycznienia tronu i zredukowania go do statusu symbolu narodowego. Zmieniony dekret zawierał słynny artykuł 9, który na zawsze wyrzekał się wojny jako środka polityki narodowej i zakazywał Japonii utrzymywania stałej armii. Konstytucja z 1947 roku formalnie uwłaszczyła kobiety, zagwarantowała podstawowe prawa człowieka, wzmocniła uprawnienia parlamentu i gabinetu oraz zdecentralizowała policję i samorząd lokalny.
W wyborach powszechnych w 1947 roku zwyciężyła Japońska Partia Socjalistyczna, która pod przywództwem Tetsu Katayamy zdołała utworzyć rząd wielkiej koalicji z innymi partiami. Rząd Katayamy podjął szereg ważnych reform gospodarczych i społecznych.

### Reforma edukacji
Większość reform koncentrowała się na uczynieniu demokratycznych, liberalnych i egalitarnych ideałów bardziej przyjaznymi dla uczniów i bezpośrednio przeciwstawiała się dominującym strukturom hierarchicznym, które były głęboko zakorzenione na wszystkich poziomach japońskiego społeczeństwa, od życia rodzinnego po instytucje rządowe. Rok szkolny stał się dziewięcioletnim systemem koedukacyjnym, zamiast wcześniejszego sześcioletniego systemu zróżnicowanego. Użycie kanji zostało poddane przeglądowi i znacznie uproszczone, a wszystkie z wyjątkiem 1850 najczęściej używanych znaków, znanych jako Tōyō kanji-hyō, zostało zniesione.
Początkowo narracje w istniejących japońskich podręcznikach wychwalające feudalistyczne, nacjonalistyczne lub antyamerykańskie poglądy były cenzurowane w klasach przez uczniów, zanim japońskie Ministerstwo Edukacji (MEXT) i Wydział Informacji i Edukacji Cywilnej (CI&E) Dowództwa Sojuszniczego wyprodukowały nowe podręczniki, aby je zastąpić. Na rozkaz Naczelnego Dowódcy Sił Sprzymierzonych, feudalizm, nacjonalizm, militaryzm, autorytarność, państwową religię sintoistyczną lub antyamerykańskie poglądy były cenzurowane w klasach przez uczniów w procesie tuszowania znanym jako „Suminuri-Kyōkasho” (墨ぬり敎科書, zaczernianie podręczników).

### Pomoc żywnościowa oraz pożyczki
Przed reformą, głównym priorytetem MacArthura było ustanowienie sieci dystrybucji żywności. Praktycznie cała japońska populacja głodowała po upadku rządzącego rządu i całkowitym zniszczeniu większości głównych miast. Niedobory żywności pogłębiły się, gdy naloty na japońskie ośrodki miejskie spowodowały wysiedlenie milionów ludzi, a dostawy żywności z Korei, Tajwanu i Chin ustały zmuszając tym samym kraj do przyjęcia pomocy żywnościowej i pożyczek z zagranicy. Repatriacja Japończyków mieszkających w innych częściach Azji i setek tysięcy zdemobilizowanych jeńców wojennych tylko zaostrzyła problem głodu w Japonii: około 5,1 miliona Japończyków wróciło do kraju w ciągu 15 miesięcy po 1 października 1945 roku, a kolejny milion w 1947 roku. Początkowo rząd USA zapewniał pomoc żywnościową za pośrednictwem GARIOA (Government Aid and Relief in Occupied Areas, Pomoc rządowa i ulga na obszarach okupowanych). W roku 1946 pomoc ta wyniosła 92 miliony dolarów w pożyczkach. Od kwietnia 1946 roku, pod nazwą Licensed Agencies for Relief in Asia, prywatne organizacje pomocowe mogły również nieść pomoc w Azji. Pomimo tych środków, miliony ludzi nadal balansowały na krawędzi głodu w latach następujących po kapitulacji.
Dostawy żywności z USA były również quid pro quo za przyjęcie przez Japonię wniosku USA o zniesienie zakazu importu, ponieważ Japonia została wyznaczona jako największy odbiorca amerykańskiej ustawy o usuwaniu nadwyżek produktów rolnych, która weszła w życie w 1954 roku.

### Ochrona cesarza

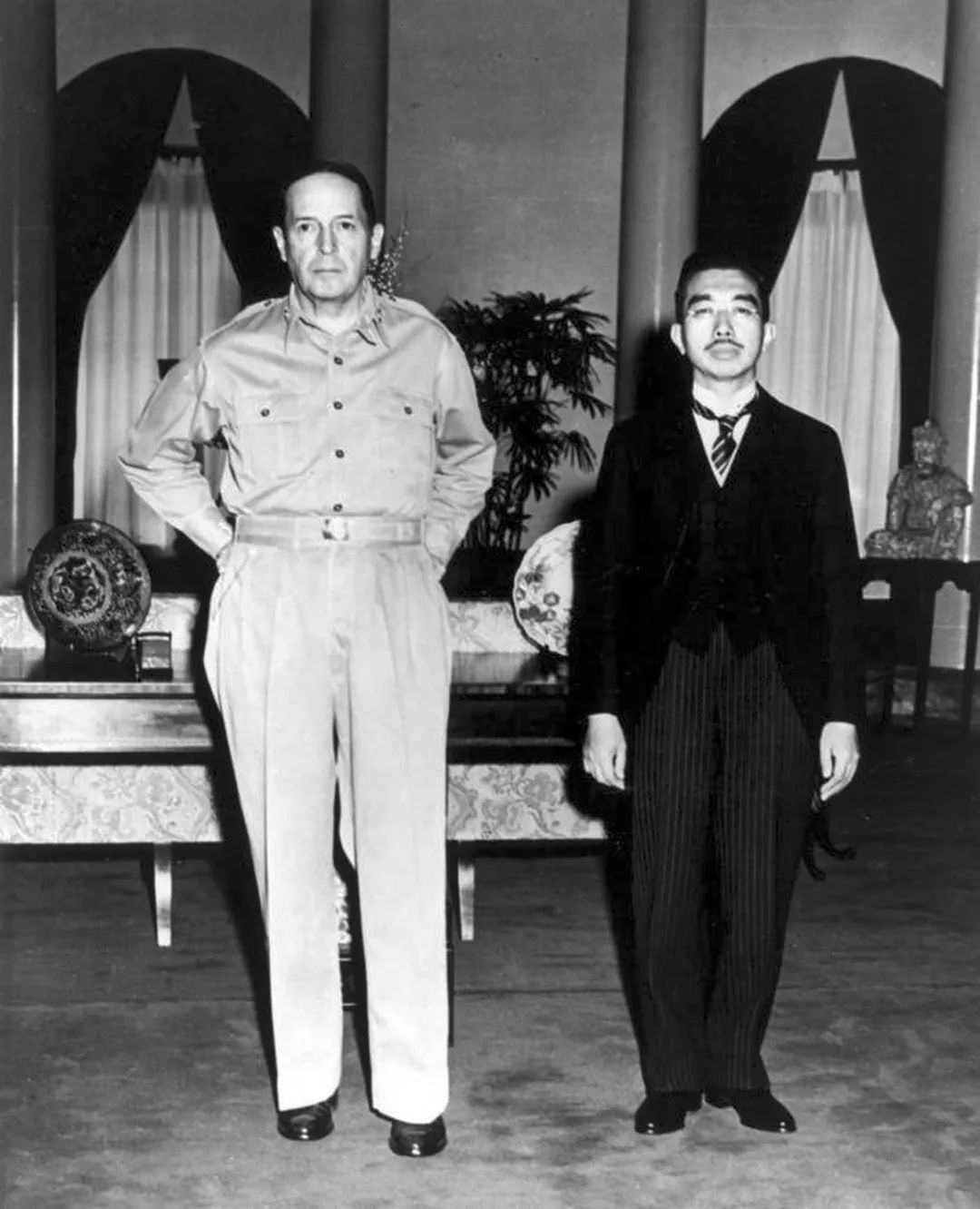
Cesarz Japonii Hirohito (z prawej) z przedstawicielem amerykańskiej siły okupacyjnej Douglasem MacArthurem.

Gdy sieć żywnościowa była już gotowa, MacArthur postanowił pozyskać wsparcie cesarza Hirohito. Obaj spotkali się po raz pierwszy 27 września 1945 roku. Ich pamiątkowe zdjęcie jest jednym z najbardziej znanych w historii Japonii. Niektórzy byli zszokowani faktem, że MacArthur podczas spotkania z cesarzem miał na sobie standardowy mundur wojskowy bez krawata. Różnica wzrostu między wyższym MacArthurem a niższym Hirohito również wywarła wrażenie na japońskiej opinii publicznej.
Współpracując z japońskim monarchą, MacArthur zyskał polityczną pozycję, której potrzebował do rozpoczęcia faktycznej okupacji. Podczas gdy inni alianccy przywódcy polityczni i wojskowi naciskali na osądzenie Hirohito jako zbrodniarza wojennego, MacArthur opierał się takim wezwaniom, argumentując, że każde takie oskarżenie byłoby w przeważającej mierze wrogie narodowi japońskiemu. MacArthur odrzucił również wezwania do abdykacji niektórych członków rodziny cesarskiej, takich jak, książę Mikasa (młodszy brat Hirohito) i byłego premiera księcia Higashikuni Naruhiko oraz jego żony Toshiko (księżniczka Yasu) (córka cesarza Meiji), a także intelektualistów, takich jak Tatsuji Miyoshi.

### Proces dotyczący zbrodni wojennych

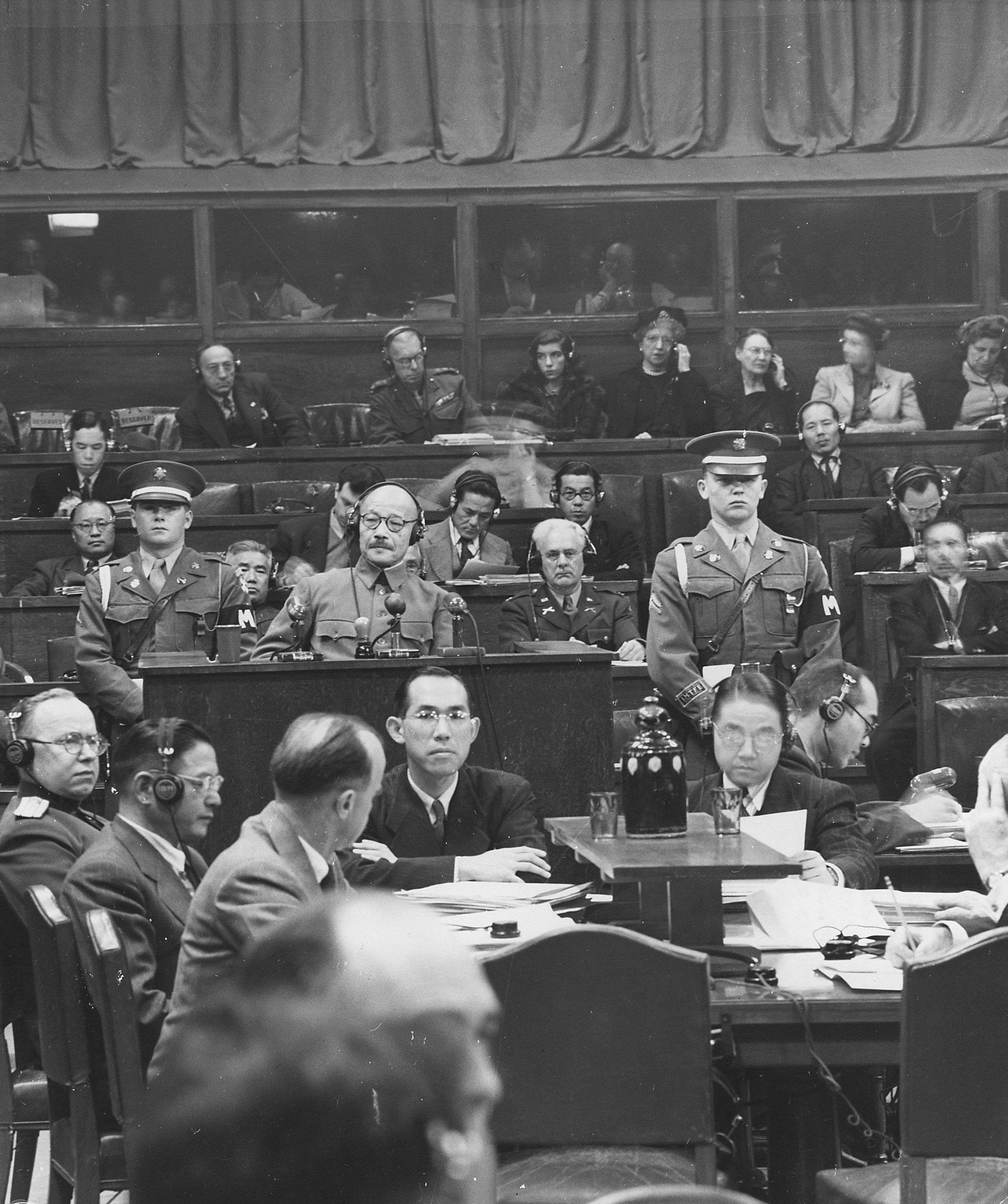
Hideki Tōjō (premier Japonii, który sprawował urząd w latach 1941-1944) staje przed tokijskim trybunałem ds. zbrodni wojennych.

Wysocy urzędnicy sądowi i rząd Shōwa współpracowali z aliancką kwaterą główną w celu sporządzenia listy potencjalnych zbrodniarzy wojennych, a osoby aresztowane jako podejrzani klasy A (o zbrodnie przeciwko pokojowi) i osadzone w więzieniu Sugamo złożyły uroczystą przysięgę, że będą chronić suwerena przed wszelkimi możliwymi zarzutami odpowiedzialności wojennej. Tak więc, na kilka miesięcy przed rozpoczęciem procesu w Tokio, najważniejsi porucznicy MacArthura lobbowali za przypisaniem ostatecznej odpowiedzialności za atak na Pearl Harbor byłemu premierowi Hideki Tōjō, pozwalając „głównym podejrzanym na skoordynowanie ich historii, tak aby cesarz uniknął oskarżenia”.
Według historyka Johna W. Dowera „przy pełnym wsparciu kwatery głównej MacArthura prokuratura funkcjonowała w istocie jako zespół chroniący cesarza”.
Zdaniem Dowera:

Nawet japońscy działacze pokojowi, którzy podtrzymywali ideały Kart Norymberskiej i Tokijskiej oraz pracowali nad udokumentowaniem i nagłośnieniem japońskich okrucieństw, bronili amerykańskiej decyzji o zwolnieniu cesarza z odpowiedzialności wojennej i uwolnieniu, a następnie natychmiastowym uznaniu prawicowych zbrodniarzy wojennych, takich jak późniejszy premier Nobusuke Kishi.

## Polityka

### Konstytucja

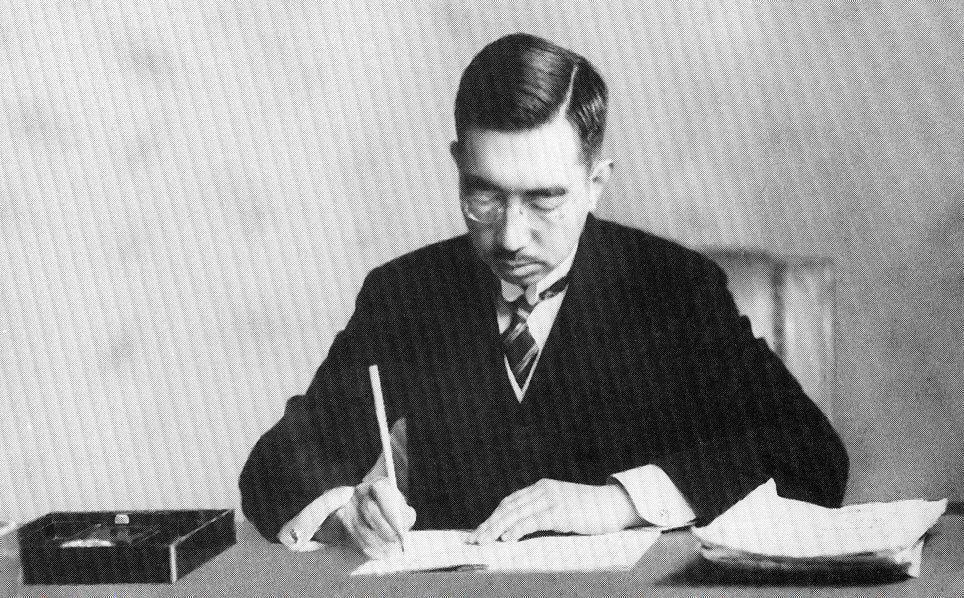
3 listopada 1946 cesarz Shōwa podpisuje nową konstytucję Japonii.

W dniu 4 października 1945 zgodnie z sugestią MacArthura rozpoczęto prace nad zmianą konstytucji. Nowa konstytucja została ogłoszona 3 listopada 1946 roku i weszła w życie 3 maja 1947 roku. Ponadto przejęto kodeks cywilny i wiele innych ustaw (system prawny: prawo japońskie) i usunięto lub zmieniono tylko te części prawa, które były sprzeczne z Konstytucją Japonii.

### Rząd
W przeciwieństwie do okupowanych przez aliantów Niemiec, japoński rząd nadal istniał podczas okupacji. Oficjalna historia okupacji MacArthura odnosiła się do „systemu rządu wojskowego Ósmej Armii”, ale zauważył on, że „w Niemczech, wraz z upadkiem reżimu nazistowskiego, wszystkie instytucje rządowe upadły lub musiały zostać oczyszczone”, podczas gdy w Japonii utrzymano zintegrowany i odpowiedzialny rząd, który nadal funkcjonował w dużej mierze nienaruszony:

W efekcie w Japonii nie było „rządu wojskowego” w dosłownym tego słowa znaczeniu. Była to po prostu struktura nadrzędna SCAP nad już istniejącymi strukturami rządowymi, stworzona w celu obserwowania i wspierania Japończyków w ich nowych demokratycznych systemach administracyjnych.

Generał Horace Robertson z Australii, dowódca BCOF, napisał:

MacArthur nigdy nie ustanowił czegoś, co można by nazwać rządem wojskowym w Japonii. MacArthur nadal wykorzystywał japoński rząd do rządzenia Japonią, ale zespoły personelu wojskowego, później w dużej mierze zastąpione przez cywilów, stacjonowały w prefekturach Japonii, aby sprawdzić, w jakim stopniu prefektury wykonują rozkazy wydane przez dowództwo MacArthura lub przez rząd centralny.

Jednak naprawdę ważnym zadaniem tak zwanych zespołów administracji wojskowej było nadzorowanie dystrybucji dużych ilości żywności i leków napływających do Japonii ze źródeł amerykańskich w całym kraju. W skład zespołu wchodzili również tak zwani eksperci w dziedzinie zdrowia, edukacji, warunków sanitarnych i rolnictwa, aby pomóc Japończykom w przyjęciu bardziej nowoczesnych metod wspieranych przez kwaterę główną SCAP. Normalne zadania administracji wojskowej, z których najważniejszymi były prawo i porządek oraz system prawny, nigdy nie były potrzebne w Japonii, ponieważ normalny system prawny rządu japońskiego nadal działał na korzyść wszystkich obywateli Japonii. W ten sposób tak zwany rząd wojskowy Japonii nie był ani wojskiem, ani rządem.

## Negatywne aspekty okupacji

### Incydenty związane z wojskami alianckimi podczas okupacji
Japońska historyczka Yuki Tanaka specjalizująca się w historii wojskowej, ze szczególnym uwzględnieniem zbrodni wojennych zauważa, że między 30 sierpnia a 10 września 1945 w samej prefekturze Kanagawa zgłoszono 1300 gwałtów, co wskazuje na powszechność tego zjawiska we wczesnych latach okupacji.
Według oficjalnych raportów Sił Okupacyjnych Brytyjskiej Wspólnoty Narodów, oficerowie związani z tymi siłami popełnili i zostali skazani za 57 gwałtów w okresie od maja 1946 do 1947 roku oraz za kolejne 23 gwałty w okresie od stycznia 1948 do września 1951 roku. Nie ma jednak oficjalnych statystyk dotyczących poważnych przestępstw popełnionych na początku oficjalnej okupacji Brytyjskich Sił Okupacyjnych między lutym a kwietniem 1946 roku.

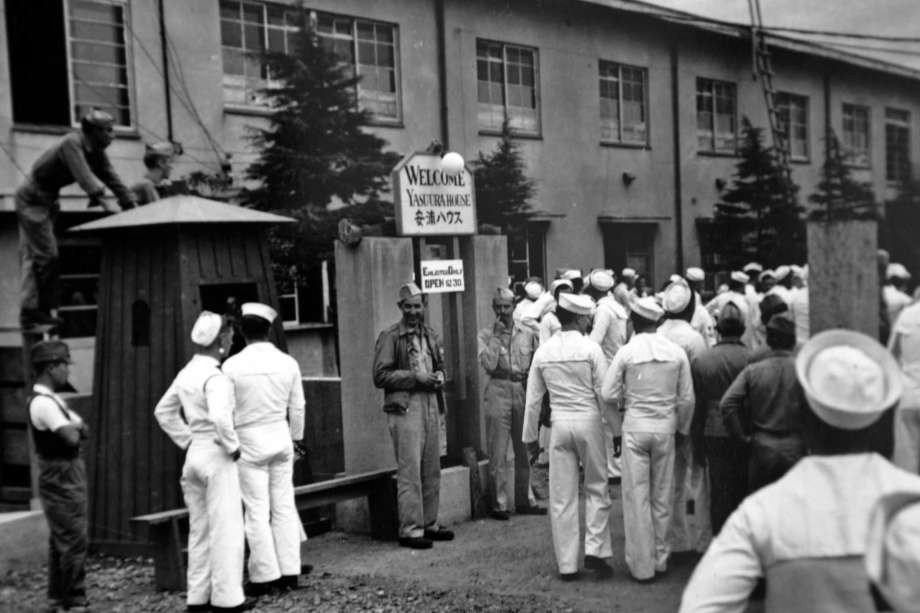
Żołnierze alianccy odwiedzający miejsce komfortu.

Nie ma również oficjalnych statystyk dotyczących poważnych przestępstw popełnionych przez brytyjskich generałów po sierpniu 1945 roku. Generał armii amerykańskiej Robert Eichelberger omawiał z generałem MacArthurem gwałty na kobietach dokonywane przez amerykańskich żołnierzy, którzy wtargnęli do jeszcze zamkniętych miejsc komfortu (Recreation and Amusement Association; RAA, 特殊慰安施設協会) były nimi organizacje utworzone przez władze japońskie w celu zapewnienia zorganizowanej prostytucji, aby zapobiec gwałtom i przemocy seksualnej wobec ludności cywilnej przez alianckie siły okupacyjne. Eichelberger w swoich notatkach napisał, że użył uzbrojonych pojazdów bojowych do stłumienia grupy straży obywatelskiej utworzonej przez Japończyków w celu zapobiegania szerzeniu się przemocy i przez długi czas trzymał przywódców straży w więzieniu, ale w raporcie miesięcznym GHQ (Kwatery Głównej) z września 1945 roku dotyczącym wczesnych etapów okupacji stwierdzono, że „Japończycy współpracowali z amerykańskimi żołnierzami, a okupacja przebiegała w sposób uporządkowany i bez rozlewu krwi”.
Japońska opinia publiczna była zatem zaskoczona, widząc około 45 000 tak zwanych „Panpan” (prostytutek) bratających się z amerykańskimi żołnierzami podczas okupacji.
11 listopada 1961 roku rząd japoński uchwalił ustawę o wypłacie świadczeń ofiarom działań alianckich sił okupacyjnych, zapewniając świadczenia „osobom rannym lub cierpiącym na choroby spowodowane działaniami alianckich sił okupacyjnych itp. oraz pogrążonym w żałobie rodzinom osób zabitych w wyniku działań alianckich sił okupacyjnych”.
- Niektóre z przestępstw seksualnych na japońskich kobietach i dziewczętach

W Yokosuce i Jokohamie było wiele przypadków, w których siły okupacyjne najeżdżały prywatne domy i gwałciły japońskie kobiety.
28 sierpnia 1945 roku amerykańscy żołnierze uzbrojeni w karabiny wkroczyli do miejsca komfortu, który miał zostać otwarty 2 września 1945 i zgwałcili wszystkie kobiety.
W jednym z miejsc komfortu w Jokohamie ponad 100 uzbrojonych żołnierzy amerykańskich weszło do budynku dzień przed jego otwarciem i dokonało zbiorowego gwałtu na 14 kobietach.
Odnotowano także dwa poważne masowe gwałty w 1946 roku: 4 kwietnia 50 amerykańskich żołnierzy wkroczyło do szpitala w Ōmori i zgwałciło łącznie 77 kobiet, w tym jedną, która właśnie urodziła. Doniesiono również, że w czasie napaści zginęło dwudniowe dziecko kobiety, które zostało zrzucone na podłogę. 11 kwietnia 40 amerykańskich żołnierzy odcięło linie telefoniczne w dzielnicy Nagoi i włamało się do kilku domów jednocześnie, „gwałcąc wiele dziewcząt i kobiet w wieku od 10 do 55 lat”.
- Dochodzenia Specjalnej Wyższej Policji

Specjalna Wyższa Policja kontynuowała dochodzenie w sprawie nielegalnej działalności sił okupacyjnych, która miała miejsce po utworzeniu „miejsc komfortu” do 4 października 1945 roku, kiedy wydano rozkaz jego rozwiązania. Dokument ten został skonfiskowany, ale zwrócono go Japonii w grudniu 1973 i od stycznia 1974 jest przechowywany w Archiwum Narodowym. Opublikowano także pełny tekst dokumentu o nielegalnych działaniach sił okupacyjnych.
- Zamknięcie miejsc komfortu

John W. Dower stwierdza, że „według niektórych obliczeń, liczba gwałtów i napaści na japońskie kobiety wynosiła około 40 dziennie podczas działalności miejsc komfortu, wzrastając średnio do 330 dziennie po zamknięciu ich na początku 1946 roku”.

### Osądzenie żołnierzy alianckich za gwałty podczas okupacji
Istnieje niewiele zapisów dotyczących sądów wojennych za gwałty podczas okupacji. W dokumencie „Return of General POWs from the 8th Army Stockade in Tokyo„ (Powrót jeńców wojennych z 8. Armii do Tokio) Komisja Rewizyjna Sędziego Generalnego (Office of the Judge Advocate General's Review Board) za rok 1946, po zamknięciu miejsc komfortu, wymieniono sześciu żołnierzy skazanych za gwałt wiosną 1946 roku. 26 Indeks Opinii Komisji Rewizyjnej Oddziału Biura JAG (1942-1949) wymienia tylko dwa sądy wojenne w tym samym okresie.

### Cenzura
Alianckie siły okupacyjne tłumiły wiadomości o gwałtach i innych przestępstwach: 10 września 1945 Naczelnym Dowódcą Sił Sprzymierzonych „wydał Kodeks Cenzury Prasowej i Wstępnej, zakazujący publikowania raportów i statystyk sprzecznych z celami okupacji”.
Według Davida M. Rosenfelda:

Cenzura okupacyjna zabraniała nie tylko krytyki Stanów Zjednoczonych i innych aliantów, ale także wszelkich odniesień do samej cenzury. Oznaczało to, że jak stwierdził Donald Keene, dla niektórych redaktorów „cenzura okupacyjna była nawet bardziej frustrująca niż japońska cenzura wojskowa, ponieważ nalegała na zatuszowanie wszelkich śladów cenzury. Oznaczało to, że artykuły musiały być przepisywane w całości, zamiast po prostu usunięcia problematycznych fraz”.

### Dezindustrializacja przemysłowa
Aby wyeliminować Japonię jako potencjalne przyszłe zagrożenie dla USA, Komisja Dalekiego Wschodu postanowiła częściowo pozbawić przemysłu Japonię. Przewidywano, że niezbędny demontaż japońskiego przemysłu zostanie osiągnięty, gdy standard życia zostanie obniżony do poziomu, który istniał w Japonii w latach 1930-1934.
Ostatecznie program deindustrializacji przyjęty w Japonii został wdrożony w mniejszym stopniu niż podobny amerykański program „rozbrojenia przemysłowego” wdrożony w Niemczech.

### Cywile
Aby zająć jak najwięcej japońskiego terytorium, siły radzieckie kontynuowały agresywne operacje wojskowe po kapitulacji Japonii, doprowadzając do masowych ofiary wśród ludności cywilnej.

## Handel

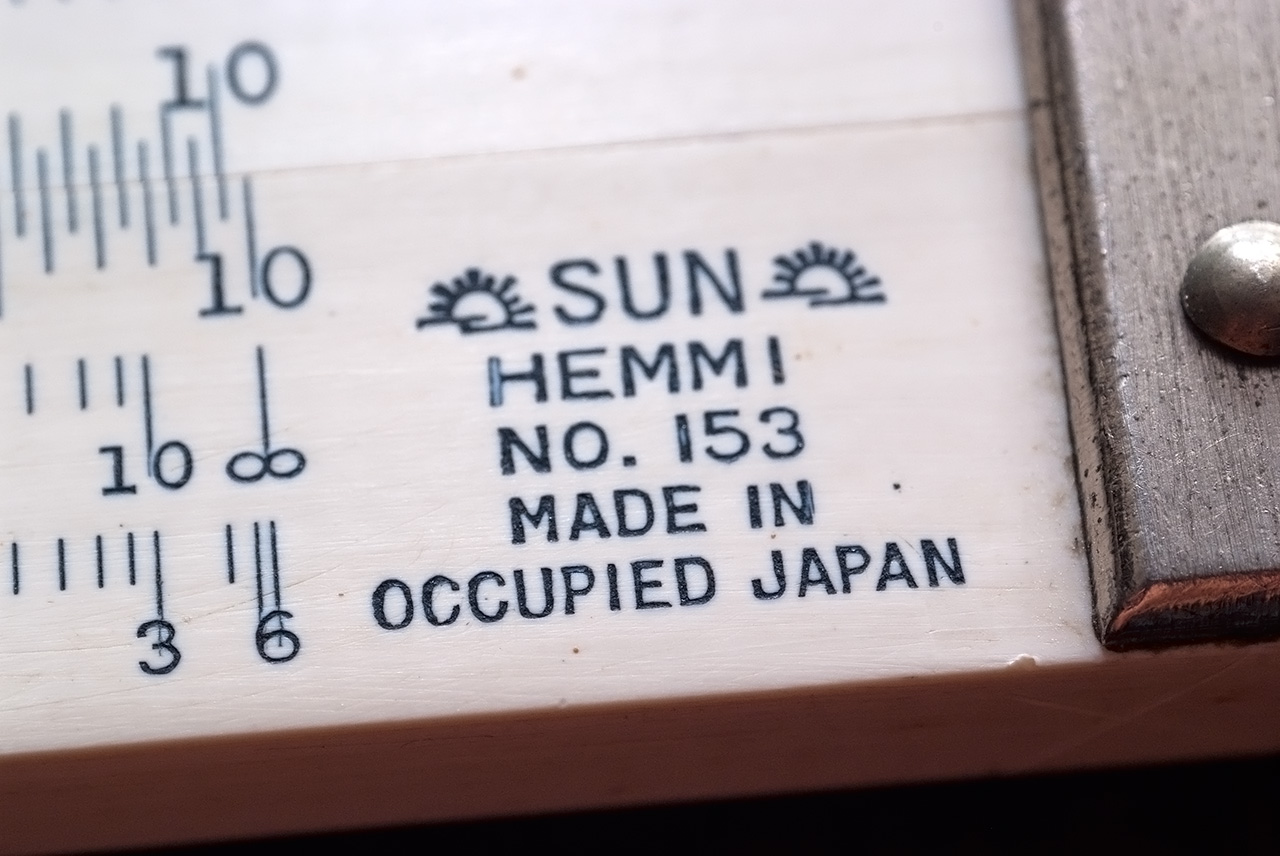
Zgodnie z dyrektywą SCAP z lutego 1947 roku japońskie produkty przewidziane na eksport musiały być etykietowane jako „Made in Occupied Japan”.

Podczas okupacji, do 15 sierpnia 1947, pełną i bezpośrednią kontrolę nad handlem sprawowało Naczelne Dowództwo (SCAP/GHQ). Żaden import ani eksport jakichkolwiek towarów nie był dozwolony bez uprzedniej zgody GHQ (Kwatery Głównej). Jednak zimna wojna sprawiła, że konieczne stało się przywrócenie Japonii pozycji kraju zachodniego — innymi słowy, zmiana kierunku. Dlatego też, wraz z ogłoszeniem Planu Marshalla w czerwcu 1947, blokada gospodarcza Japonii została złagodzona, a ograniczony handel cywilny został wznowiony od 15 sierpnia tego samego roku. Produkty wytwarzane i eksportowane podczas okupacji były oznaczane jako „Made in Occupied Japan” (Wyprodukowano w okupowanej Japonii).

## Zakończenie okupacji

Premier Shigeru Yoshida podpisuje traktat z San Francisco, kończący aliancką okupację Japonii.

Jako warunek zakończenia okupacji i przywrócenia japońskiej suwerenności, Japonia została zmuszona przez USA do zaakceptowania amerykańsko-japońskiego traktatu o bezpieczeństwie, który pozwolił wojskom amerykańskim pozostać na japońskiej ziemi na czas nieokreślony.
Nawet po oficjalnym zakończeniu okupacji w 1952 roku, 260 000 żołnierzy amerykańskich nadal stacjonowało w Japonii (nie licząc kontrolowanej przez USA Okinawy, gdzie stacjonowały kolejne dziesiątki tysięcy żołnierzy). po dziś dzień tysiące amerykańskich żołnierzy stacjonuje w głównych bazach wojskowych w Japonii.
Powszechny gniew z powodu ciągłej obecności amerykańskich baz wojskowych w Japonii po oficjalnym zakończeniu okupacji narastał w latach pięćdziesiątych, prowadząc do ogólnokrajowego ruchu przeciwko bazom i wielu olbrzymich protestów, w tym Krwawego Maja (血のメーデー事件) w 1952 roku, protestu w Sunagawie (砂川闘争) w latach 1955-1957 i protestów po tzw. incydencie z Girardem (ジラード事件) w 1957 roku. Częściowo ze względu na te protesty, pierwotny traktat o bezpieczeństwie USA-Japonia z 1951 roku został zmieniony na nieco mniej jednostronny w 1960, w wyniku czego powstał obecny traktat o bezpieczeństwie USA-Japonia. Jednak nawet poprawiony traktat spotkał się ze sprzeciwem wielu Japończyków, co doprowadziło do masowego protestu Anpo (安保闘争) w 1960 roku, który był największym protestem we współczesnej historii Japonii.

## Krytyka
W dniu zakończenia okupacji Japonii gazeta Asahi Shimbun opublikowała bardzo krytyczny esej, nazwała okupację „bliską kolonializmowi” i stwierdziła, że uczyniła ona Japończyków „nieodpowiedzialnymi, służalczymi i obojętnymi niezdolnymi do uczciwego spojrzenia na pewne kwestie, co prowadzi do wypaczonego obrazu”.
W czerwcu 1960 roku generał MacArthur został odznaczony przez japoński rząd Wielką Wstęgą Orderu Kwiatów Paulowni, najwyższym japońskim odznaczeniem, które może zostać przyznane osobie niebędącej głową państwa. W swoim oświadczeniu po otrzymaniu odznaczenia, MacArthur wyraził swoją „zdecydowaną niewiarę w użyteczność okupacji wojskowych z odpowiadającym im przesunięciem kontroli cywilnej”.